# Paese
Paese ist eine norditalienische Gemeinde (comune) mit 22.137 Einwohnern (Stand 31. Dezember 2023) in der Provinz Treviso in Venetien. Die Gemeinde liegt etwa acht Kilometer westlich von Treviso an der Bahnstrecke von Treviso nach Vicenza. Etwa vier Kilometer südwestlich von Paese liegt der Flughafen Treviso-Sant'Angelo (gen. Canova, tlw. als Aeroporto San Giuseppe angegeben). 

## Geschichte
Die Siedlung ist eine Ausgründung bzw. Kolonie des früheren Aquileias an der Via Postumia. Der Name soll vom lat. pagus („Flur“ bzw. „Gau“) kommen. 
Mit der Annexion Trevisos durch Republik Venedig kam auch Paese unter den dortigen Herrschaftsbereich.